# Jiangyue Lu
Jiangyue Lu (chiń. 浦江镇站) – stacja metra w Szanghaju, na linii 8. Zlokalizowana jest pomiędzy stacjami Pujiang Zhen i Lianhang Lu. Została otwarta 5 lipca 2009.